# Nomada parva
Nomada parva är en biart som beskrevs av Robertson 1900. Nomada parva ingår i släktet gökbin, och familjen långtungebin. Inga underarter finns listade i Catalogue of Life.

## Bildgalleri

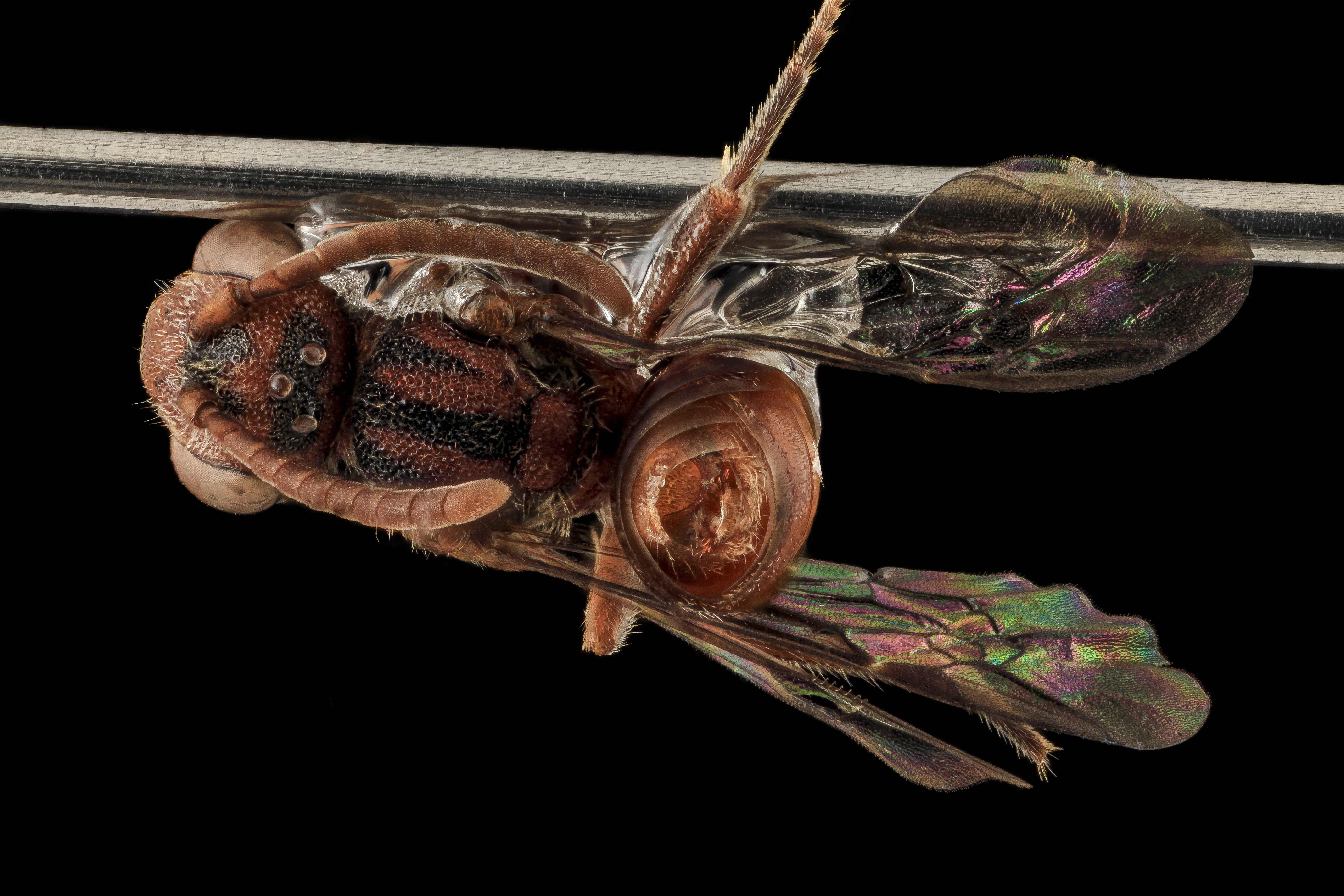
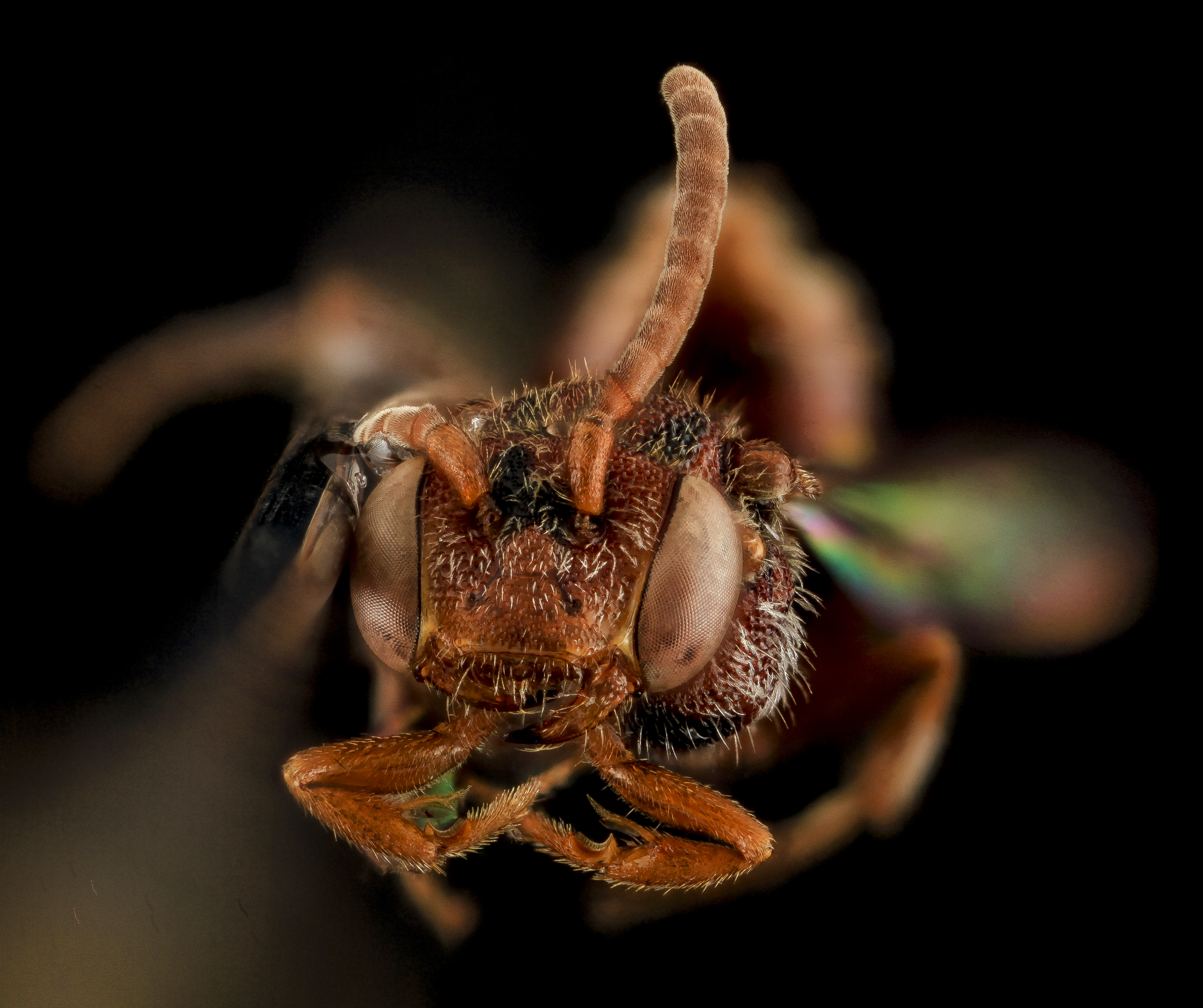